# Руда (Яворівський район)
Руда́ — село в Україні, в Яворівському районі Львівської області. Населення становить 176 осіб. Орган місцевого самоврядування — Яворівська міська громада.